# NGC 4820
NGC 4820 (również PGC 44227) – galaktyka soczewkowata (S0), znajdująca się w gwiazdozbiorze Panny. Odkrył ją w 1882 roku Wilhelm Tempel.